# Stapfiella ulugurica
Stapfiella ulugurica är en passionsblomsväxtart som beskrevs av Gottfried Wilhelm Johannes Mildbraed. Stapfiella ulugurica ingår i släktet Stapfiella och familjen passionsblomsväxter. Inga underarter finns listade i Catalogue of Life.